# NGC 2595
NGC 2595 est une vaste galaxie spirale intermédiaire  (barrée ?) située dans la constellation du Cancer. NGC 2595 a été découverte par l'astronome germano-britannique William Herschel en 1787.

## Caractéristiques
La classe de luminosité de NGC 2595 est III et elle présente une large raie HI.

### Distance
Sa vitesse par rapport au fond diffus cosmologique est de 4 576 ± 17 km/s, ce qui correspond à une distance de Hubble de 67,5 ± 4,7 Mpc (∼220 millions d'al).
À ce jour, deux douzaines de mesures non basées sur le décalage vers le rouge (redshift) donnent une distance de 68,725 ± 17,791 Mpc (∼224 millions d'al), ce qui est à l'intérieur des valeurs de la distance de Hubble.

### Brillance de surface
En raison d'une brillance de surface égale à 14,51  mag/am2, on peut qualifier NGC 2595 de galaxie à faible brillance de surface (LSB en anglais pour low surface brightness). Les galaxies LSB sont des galaxies diffuses (D) avec une brillance de surface inférieure de moins d'une magnitude à celle du ciel nocturne ambiant.

## Morphologie

### Classification
Le professeur Seligman et Wolfgang Steinicke indique que NGC 2595 est une galaxie spirale barrée, mais la présence d'une barre sur l'image prise par le programme SDSS est loin d'être évidente.

### Un disque entourant le noyau
Grâce aux observations du télescope spatial Hubble, on a détecté un disque de formation d'étoiles autour du noyau de NGC 2595. La taille de son demi-grand axe est estimée à 1640 pc (~5350 années-lumière).

## Supernova
La supernova SN 1999aa a été découverte dans NGC 2595 le 11 février 1999 l'astronome amateur britannique Ron Arbour et par l'astronome japonaise Reiki Kushida dans le cadre du programme de recherche de supernovas de l'observatoire astronomique de Pékin (BAO). Cette supernova était de type Ia-pec.

## Groupe de NGC 2595
La galaxie NGC 2595 est la plus grosse galaxie d'un groupe de galaxies qui porte son nom. Le groupe de NGC 2595 comprend au moins 10 autres galaxies, dont NGC 2582 et NGC 2598.